# Sugarshit Sharp
Sugarshit Sharp (EP), pubblicato nel 1988, è la settima uscita dei Pussy Galore. In origine pubblicato come 12" dalla Caroline Records è stato in seguito ristampato dalla Matador/Mute Records nel 1998 con l'aggiunta di alcune bonus track.

## Tracce
- Tutte le canzoni sono dei Pussy Galore tranne dove indicato.

1. Yu Gung (Einstürzende Neubauten) - 4:46
2. Penetration In The Centerfold (Devo) - 2:02
3. Handshake - 2:03
4. Adolescent Wet Dream - 1:27
5. Sweet Little Hi-Fi - 3:03
6. Brick - 1:56
7. Renegade! - 2:51

## Formazione
- Jon Spencer - voce, chitarra
- Julie Cafritz - chitarra
- Kurt Wolf - chitarra
- Bob Bert - batteria